# Conchostreptus pictus
Conchostreptus pictus är en mångfotingart som beskrevs av Christoph D. Schubart 1945. Conchostreptus pictus ingår i släktet Conchostreptus och familjen Spirostreptidae. Inga underarter finns listade i Catalogue of Life.